# MySQL-Front
MySQLFront est outil d'administration de base de données possédant un éditeur SQL et un constructeur de requête. Il a été développé et optimisé pour être utilisé avec le SGBD relationnel MySQL disponible commercialement ou gratuitement.
Le logiciel est devenu un projet libre en 2006 sous le nom de HeidiSQL à la suite d'un problème juridique avec MySQL AB relative à l'utilisation d'un nom de marque.
À la suite de la vente de la marque, le site et le forum ferment alors pour rouvrir en 2008 sous le nom SQL Front. Le 22 juin 2008, SQL Front retrouve son nom originel MySQL-Front[réf. souhaitée]. MySQL-Front n'est néanmoins plus maintenu depuis 2010.

## Versions actuelles
Différentes versions du même logiciel, avec différents noms (SQL-Front, MySQL-Front), ainsi que plusieurs numérotations (MySQL-Front 3.2, MySQL-Front 5.1.4.16, SQL-Front (MySQL-Front) 3.3.1.16 5.1.10... ) circulent sur les sites de téléchargement. Il est actuellement impossible de savoir quelle est la bonne version.

## Évolution actuelle
Une note de blogue sur le site officiel datant de décembre 2009 indique que le programme n'est plus maintenu par son créateur, et que l'un de ses amis reprend le flambeau.
Cependant, à part une simple recompilation de la version existante datant de décembre 2009, le programme semble au point mort depuis début 2010. En particulier le site tiers qui gère les licences n'acceptait plus, début 2010, de nouvelles ventes, ce qui bloque le logiciel au bout de 30 jours. L'information n'a pas encore été démentie (note d'avril 2011). Et un démenti serait malvenu, puisque le fait est toujours d'actualité et est une réalité.

## Embranchement
D'après une note sur le forum HeidiSQL, la version 2.5 est la fin de la 'première version', puis le nom MySQL-Front a été revendu. Entretemps, le créateur original de MySQL-Front a créé HeidiSQL. Les versions 3.0 et suivantes de MySQL-Front sont une création originale totalement indépendante de la version 2.5, elles sont par ailleurs mal notées par la communauté vis-à-vis de HeidiSQL.